# Гурьевка (Алексеевский район)
Гурьевка — деревня в Алексеевском районе Татарстана. Входит в состав Ялкынского сельского поселения.

## География
Находится в западной части Татарстана на расстоянии приблизительно 29 км по прямой на юго-юго-запад от районного центра Алексеевское у речки Актай.

## История
Основана во второй половине XVII веке, в начале XX веке была земская школа.

## Население
Постоянных жителей было: в 1782 — 78 душ мужского пола, в 1859 — 364, в 1897 — 598, в 1908 — 517, в 1926 — 514, в 1938 — 364, в 1949 — 287, в 1958 — 239, в 1970 — 250, в 1979 — 199, в 1989 — 139, в 2002 — 124 (русские 93 %), 106 — в 2010.